# خانه ملت (خبرگزاری)
خبرگزاری خانه ملت یا ایکانا (به انگلیسی:ICANA مخفف: Islamic Consultative Assembly News Agency) یک خبرگزاری دولتی در ایران است که در سال ۱۳۷۷ تأسیس شد. هدف آن پوشش انواع موضوعات سیاسی، اجتماعی، اقتصادی و بین‌المللی به‌همراه دیگر زمینه‌ها است. بیست روزنامه‌نگار در این خبرگزاری کار می‌کنند.
این خبرگزاری وابسته به مجلس شورای جمهوری اسلامی ایران است.